# نويشتات-غليفه
نوياشتات غلوه (بالألمانية: Neustadt-Glewe) هي بلدة ألمانية تقع في ألمانيا في مكلنبورغ فوربومرن. يقدر عدد سكانها بـ 6,855 نسمة .

## المدن التوأمة
مدينة Oststeinbek هي مدينة توأمة لـنوياشتات غلوه.

## معرض صور

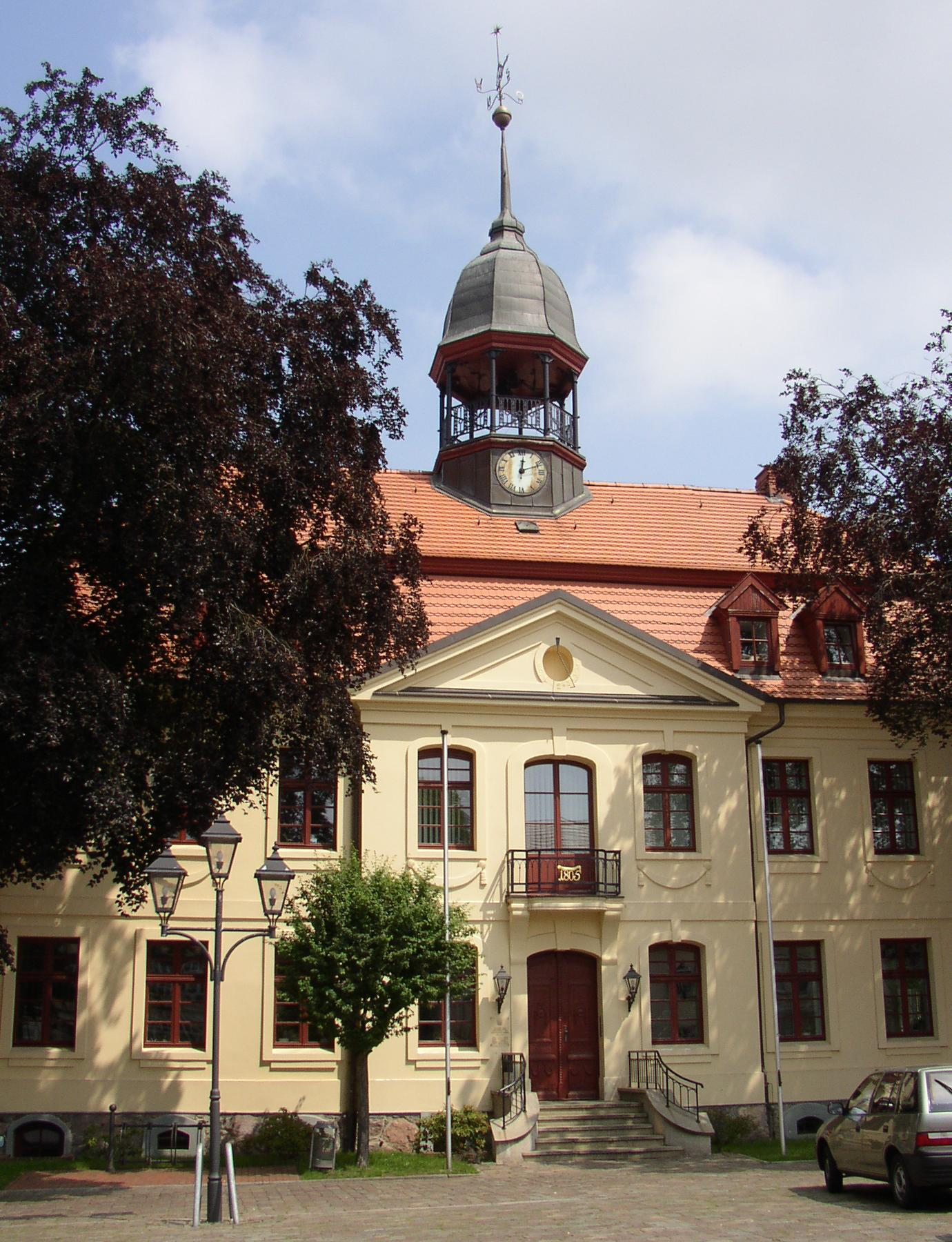
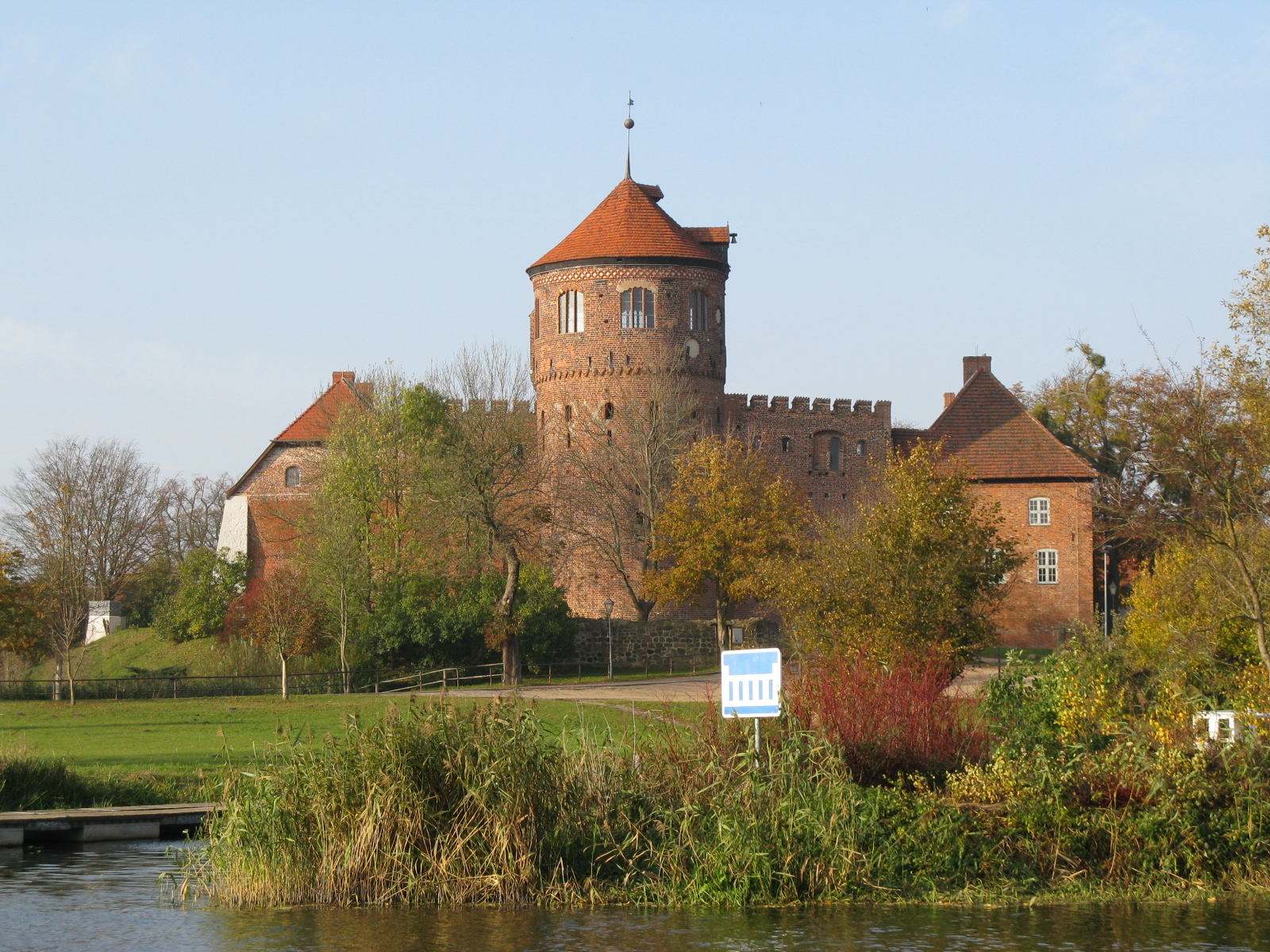
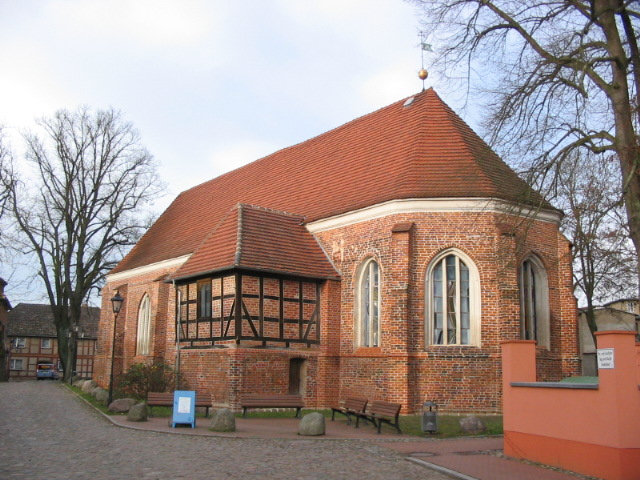